# Сен-Мишель-ан-Бомон
Сен-Мишель-ан-Бомон (фр. Saint-Michel-en-Beaumont) — коммуна во Франции, находится в регионе Рона — Альпы. Департамент коммуны — Изер. Входит в состав кантона Матезин-Триев. Округ коммуны — Гренобль.
Код INSEE коммуны — 38428. Население коммуны на 1999 год составляло 30 человек. Населённый пункт находится на высоте от 958  до 2 020  метров над уровнем моря. Муниципалитет расположен на расстоянии около 520 км юго-восточнее Парижа, 130 км юго-восточнее Лиона, 38 км южнее Гренобля. Мэр коммуны — Christian Charles, мандат действует на протяжении 2001—2008 гг.
Динамика населения (INSEE):